# جاركو تريفونوفيتش
جاركو تريفونوفيتش (بالصربية: Жарко Трифуновић)‏ هو لاعب كرة قدم صربي في مركز حراسة المرمى، ولد في 20 سبتمبر 1989 في كراغوييفاتس في صربيا. لعب مع FK Šumadija 1903 ‏.

## وصلات خارجية
- جاركو تريفونوفيتش على موقع قاعدة بيانات كرة القدم.إي يو (الإنجليزية)
- جاركو تريفونوفيتش على موقع Soccerway.com (الإنجليزية)